# Inquilinismus
Inquilinismus bezeichnet eine Form der Interaktion zwischen Individuen verschiedener Arten, bei der eine Art regelmäßig in den Lagern oder Bauten einer anderen Art lebt. Gelegentlich werden auch Fälle mitbehandelt, bei der der Organismus einer Art direkt als Wohnstätte dient. Der „Einwohner“ oder „Einmieter“, der dabei die andere Art ausnutzt, wird als Inquiline bezeichnet. Der Sprachgebrauch in der Biologie ist dabei nicht einheitlich. Während manche unter Inquilinismus nur Interaktionen verstehen, bei denen der Inquiline die ausgenutzte Art nicht schädigt oder benachteiligt (Probiose, Synökie oder Kommensalismus genannt), fassen andere darunter auch Interaktionen, bei denen dieser geschädigt wird, also Formen des Sozialparasitismus oder Kleptoparasitismus. Direkter und unmittelbarer Parasitismus wird aber nie mit diesem Ausdruck bezeichnet.

## Definitionen
Die am häufigsten verwendete Definition in der Ökologie bezeichnet mit Inquilinen, eingedeutscht „Einmietern“, solche Arten, die in Gallen, Minen, Bohrgängen oder Nestern von anderen Arten leben, ohne diese zu schädigen. Inquilinismus ist dann eine der Formen der Synökie; oft wird er in enger begrifflicher Beziehung mit der Phoresie gesehen: während bei dieser der Nutzen im Transport liege, sei es beim Inquilinen der Schutz. Diese für den Wirt harmlose Beziehung geht graduell und ohne scharfe Grenze in Formen des Kleptoparasitismus über, bei denen der Inquiline die Nahrungsbasis des Wirts oder andere essentielle Ressourcen teilweise oder ganz für sich beansprucht und diesen so schädigt, im Extremfall abtötet. Durch diesen unscharfen Sprachgebrauch kann der Ausdruck Inquilinismus als eine Form der Symbiose oder des Amensalismus verwendet werden, weshalb einige Autoren von der Verwendung ganz abraten.

## Inquilinismus bei Gallerzeugern
Bei den gallerzeugenden Insekten werden mit Inquilinen generell die, oft nahe mit dem Gallerzeuger verwandten, Arten bezeichnet, die in der Galle und von deren Nährgewebe leben, ohne selbst Gallen induzieren und erzeugen zu können. Inquilinen sind häufig bei den Gallwespen und Gallmücken, wo sie etwa 6 bis 8 Prozent der Artenzahl ausmachen, kommen aber in geringerer Häufigkeit wohl bei allen Gallerzeugern (bisher mit Ausnahme der Schildläuse) vor, bei gallerzeugenden Blattflöhen erst 2000 entdeckt. Bei Fransenflüglern haben bestimmte Arten sogar eine eigene „Soldaten“-Morphe hervorgebracht, die kleptoparasitische Verwandte aus der eigenen Galle fernhalten soll, zumindest ein Kleptoparasit hat allerdings mit einer eigenen Soldatenmorphe gekontert, die er gezielt zur Übernahme der fremden Galle einsetzt. Daneben gibt es aber auch Fransenflügler-Arten, die als Inquilinen in fremden Gallen mit dem Gallerzeuger zusammenleben.

## Iquilinismus bei sozialen Insekten
Bei sozialen Insekten, insbesondere bei Ameisen, wird der Ausdruck durchgängig in einem anderen, abweichenden Sinn gebraucht. Hier sind Inquilinen der verbreitetsten Definition zufolge solche Arten, die als Sozialparasiten in Nester oder Kolonien anderer Arten eindringen, hier Eier legen und die Aufzucht der Brut dem Wirt überlassen. Dazu gehören zum Beispiel die Kuckuckshummeln innerhalb der Hummeln und die Kuckuckswespen innerhalb der echten Wespen (Vespinae). Bei den Ameisen werden die Sklavenhalter-Ameisen (vgl. Sozialparasitismus bei Ameisen) in der Regel von der Definition ausgeschlossen. Bei Ameisen bilden die Inquilinen oft keine Arbeiterinnen aus, dazu gibt es allerdings Ausnahmen. Die Königin der (meist bereits selbst polygynen) Wirtsart bleibt in der Regel am Leben, ihre Arbeiterinnen ziehen neben den eigenen Geschlechtstieren diejenigen des Inquilinen mit auf. Gelegentlich werden königinnenlose Völker aufgespürt und ausgenutzt. Der Ausdruck Einmieter oder Inquilinen wird aber gelegentlich auch in einem abweichenden Sinn für alle möglichen Arten verwendet, die bevorzugt in den Nestern leben und sich hier zum Beispiel von Abfällen ernähren. Bei Termiten werden solche Arten (ökologisch zu den Kommensalen gehörend) als „Termitophile“ bezeichnet (vgl. Abschnitt Einmieter und Termitophile im Artikel Termiten).
In Termitennestern gibt es Inquilinen sowohl unter Ameisen wie auch unter anderen Termitenarten. Hier sind Fälle von echtem Mutualismus bekannt, bei denen sich der Inquiline sogar an der Verteidigung der Nester seines Wirts beteiligt. Andere Arten, wie die nach der Lebensweise benannte Inquilinitermes microcerus können zwar die Alarmsignale ihres Wirts (Constrictotermes cyphergaster) deuten, überlassen diesem aber die Verteidigung alleine.